# Senecio leucanthemifolius
Senecio leucanthemifolius — вид айстроцвітих рослин родини Айстрові (Asteraceae). лат. leucanthemifolius — «з білими листками».

## Морфологія
Річний, від голих до волохатих, іноді дуже м'ясисті, 5-40 см заввишки. Як правило, розгалужений від основи. Листки чергові, 2-5 см, від овальних до обернено низько лопатчастих, злегка зубчасті, часто велико-перисті. Жовті квіти. Фрукти овальні, плоскі, з короткими волосками по ребрах.
Період цвітіння триває з березня по травень.

## Поширення
Країни поширення: Іспанія — Канарські острови; Алжир; Лівія; Марокко; Туніс; Ліван; Вірменія; Азербайджан; Грузія; Росія — Передкавказзя; Албанія; Греція [вкл. Крит]; Італія [вкл. Сардинія, Сицилія]; Чорногорія; Франція [вкл. Корсика]; Іспанія [вкл. Балеарські острови]. Живе на скелях біля моря і на піщаних пляжах.

## Галерея

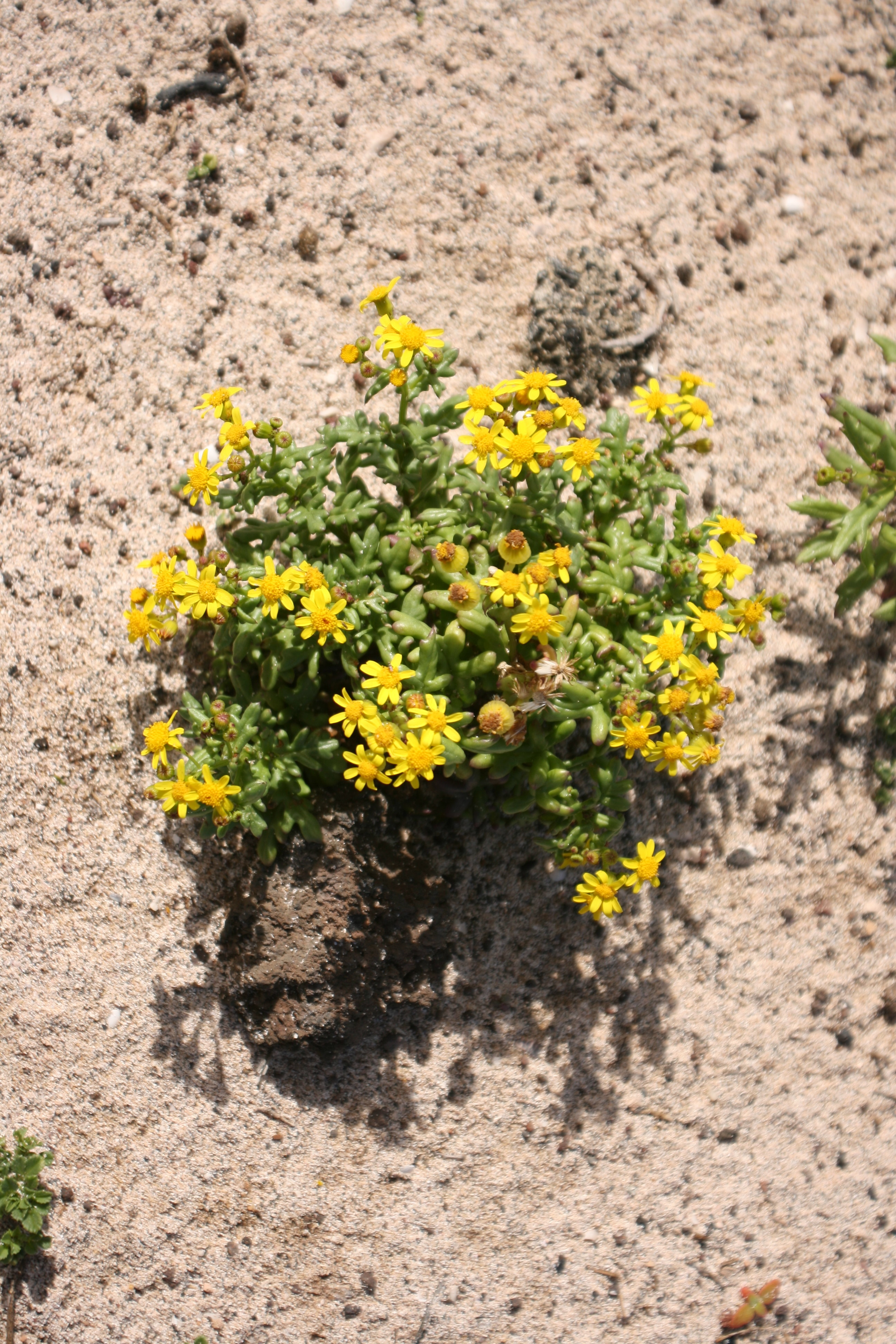
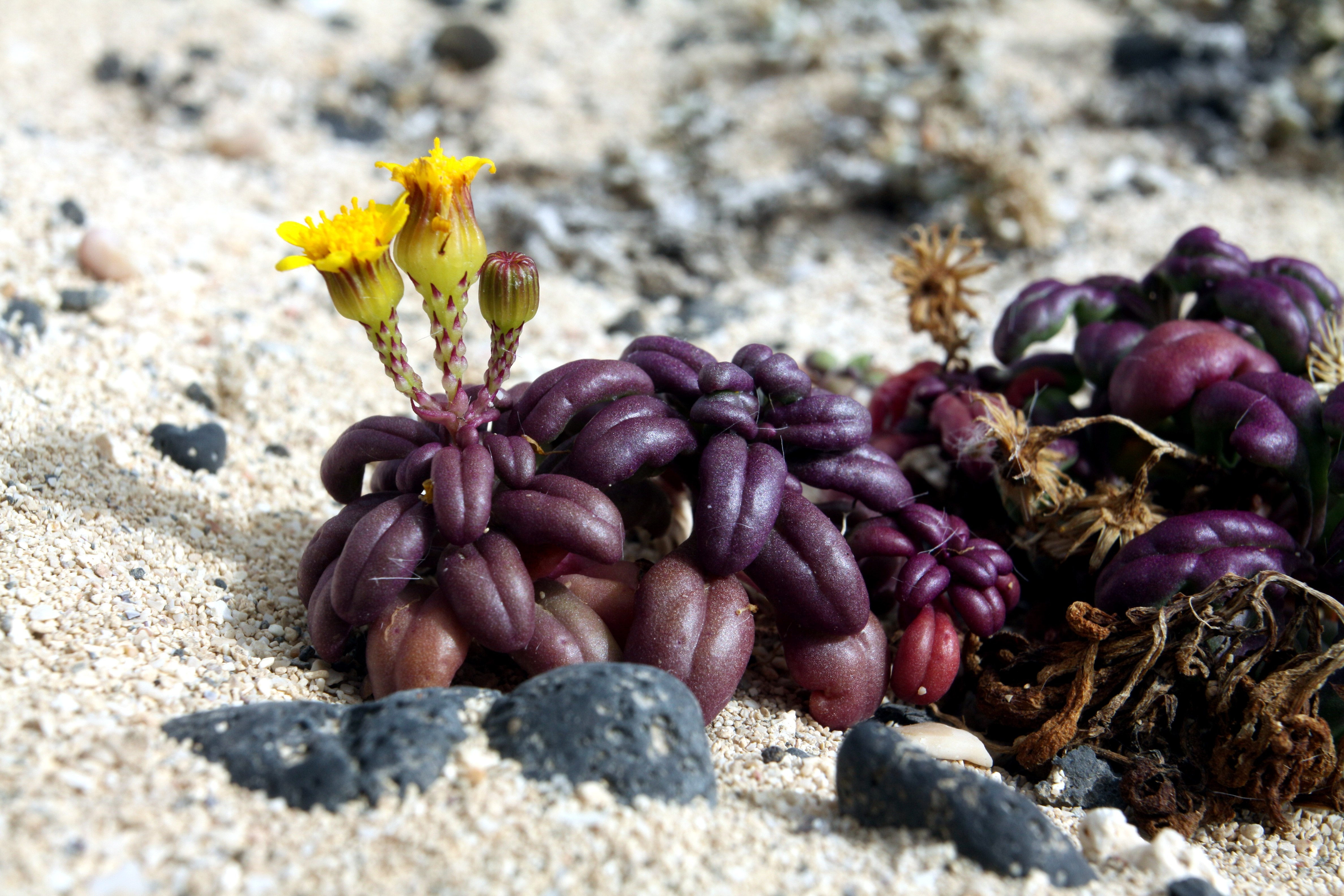
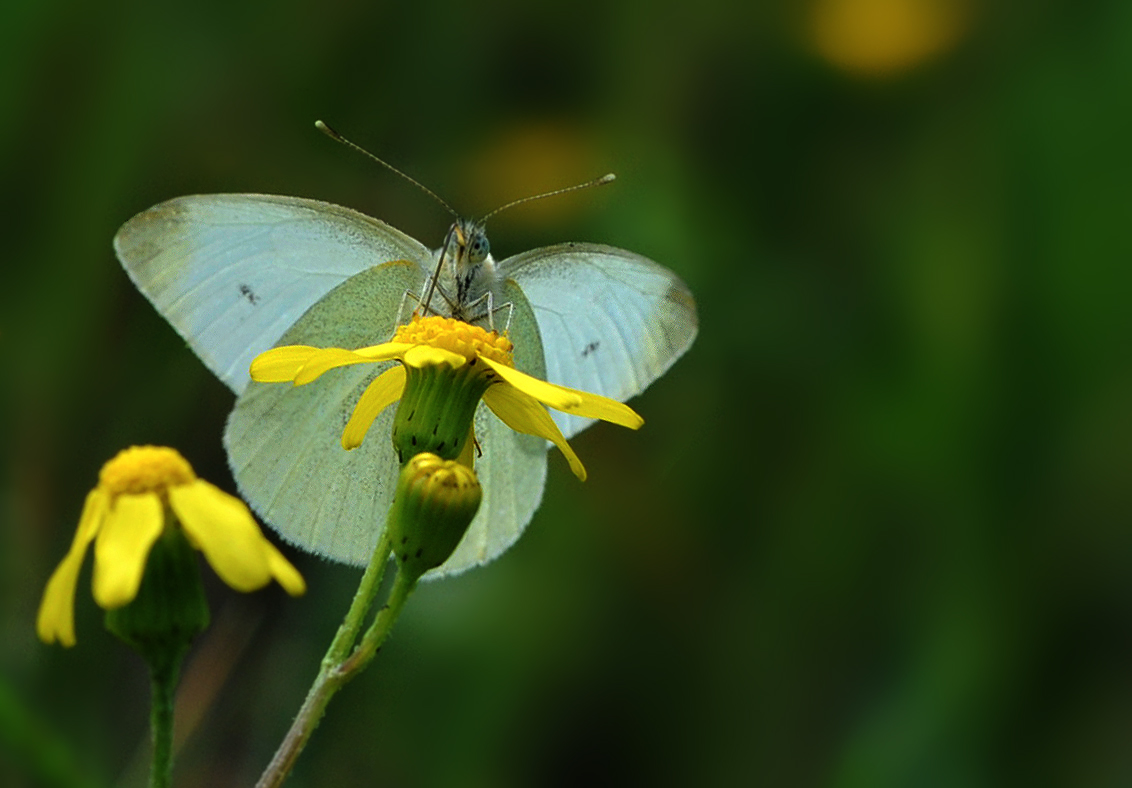

|  | Це незавершена стаття про айстрові. Ви можете допомогти проєкту, виправивши або дописавши її. |